# James Keene
James Duncan Keene (Wells, 26 dicembre 1985) è un calciatore inglese, attaccante del Viskafors IF.

## Carriera

### Club
Keene è un prodotto delle giovanili del Portsmouth. Nel corso della stagione 2004-2005 viene girato in prestito al Kidderminster, con cui disputa cinque partite in League Two tra l'ottobre e il novembre del 2004. Rientrato al Portsmouth, il tecnico Alain Perrin lo schiera – a salvezza già acquisita – nelle ultime due partite stagionali, le prime e uniche giocate da Keene in Premier League nell'arco della propria carriera.
Trascorre poi la prima parte della stagione 2005-2006 tra la League One (con il prestito al Bournemouth tra settembre e dicembre) e la League Two (con il prestito al Boston United tra gennaio e febbraio).
Nel marzo 2006 approda per la prima volta nel campionato svedese venendo ingaggiato in prestito fino al successivo 31 dicembre dal GAIS, squadra con sede a Göteborg che si apprestava a disputare l'Allsvenskan 2006 da neopromossa. Con 10 reti in 24 presenze, contribuisce al raggiungimento della salvezza.
La buona stagione con il GAIS gli consente di farsi notare dalla dirigenza dell'Elfsborg campione di Svezia in carica, con cui firma un contratto quinquennale. Una sua rete decide la prima edizione della storia della Supercoppa svedese, vinta dall'Elfsborg per 1-0 sull'Helsingborg. Durante il campionato di quell'anno invece realizza 4 reti in 24 partite. Nel precampionato del suo secondo anno in giallonero, subisce un infortunio al legamento crociato che lo costringe a rimanere fuori causa per quasi otto mesi, facendogli perdere buona parte della stagione 2008. Nel 2009 è il miglior marcatore della sua squadra, con 8 reti segnate in 27 partite di Allsvenskan. L'anno seguente inizia a partire più frequentemente dalla panchina, viste le 14 gare in cui inizia dal primo minuto e le 11 gare in cui subentra a partita in corso, finendo per totalizzare 4 gol. Nell'Allsvenskan 2011 il tecnico Magnus Haglund non lo fa mai partire titolare, tanto che nelle prime 22 giornate trova spazio solo in 14 apparizioni dalla panchina, con una rete all'attivo.
Vista la mancanza di spazio, il 31 agosto 2011 viene girato in prestito fino alla fine dell'anno ai norvegesi del Fredrikstad.
Torna a par parte di una squadra svedese nel gennaio 2012 attraverso un nuovo prestito, questa volta agli stoccolmesi del Djurgården con cui ha una stagione da 6 reti in 26 partite. Per circa un mese, tra il gennaio e il febbraio del 2013 durante la pausa tra un'edizione e l'altra del campionato svedese, torna anche a vestire la maglia del Portsmouth, che nel frattempo era sceso in League One.

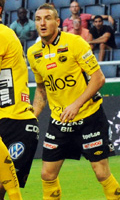
Keene nel 2013 all'Elfsborg

In occasione dell'annata 2013 rientra all'Elfsborg, squadra campione di Svezia in carica visto che durante l'assenza di Keene i gialloneri erano tornati a vincere il titolo nazionale. Sotto la guida dell'allenatore Jörgen Lennartsson prima e Klas Ingesson poi, Keene disputa complessivamente 24 partite di campionato (metà delle quali da titolare e metà dalla panchina) con 5 reti siglate.
Nel gennaio del 2014 inizia la sua parentesi in Israele al Bnei Yehuda, squadra che in quel momento occupava l'ultimo posto in classifica. La squadra israeliana finisce per retrocedere, così il giocatore continua per un breve periodo la sua carriera in India, al NorthEast United.
Dall'aprile del 2015 è nuovamente di scena in Svezia con l'ingaggio da parte dell'Halmstad. L'ingaggio inizialmente prevedeva una durata di pochi mesi fino all'imminente estate, ma successivamente il giocatore e il club estendono l'accordo fino al 2017. L'Halmstad tuttavia chiude l'Allsvenskan 2015 al penultimo posto e retrocede in Superettan, così Keene lascia la squadra in virtù di un'apposita clausola.
Svincolato, Keene lascia il paese scandinavo per trasferirsi in Sudafrica, prima al Bidvest Wits per due anni e mezzo e poi al SuperSport United per un anno.
Nel luglio 2019 inizia la sua ennesima parentesi in Svezia – paese di origine della moglie – con l'ingaggio da parte dell'Öster, squadra che si trovava invischiata nella zona retrocessione della Superettan 2019, la seconda serie nazionale. I rossoblu finiscono poi per salvarsi agli spareggi contro il Landskrona BoIS grazie anche a una rete di Keene che fissa il punteggio della sfida di ritorno sull'1-0, a fronte dell'1-1 dell'andata. L'attaccante inglese rimane in squadra per due ulteriori stagioni, ma nella seconda metà della Superettan 2021 non scende mai in campo a causa di problemi al ginocchio destro che lo inducono a ritirarsi dal calcio giocato già prima della fine del campionato.
Nonostante l'annunciato ritiro, nel gennaio 2022 Keene accetta di giocare con il Viskafors IF nell'ottavo livello del calcio svedese.

## Palmarès

### Club

#### Competizioni nazionali
- Supercoppa di Svezia: 1

Elfsborg: 2007
- Campionato sudafricano: 1

Bidvest Wits: 2016-2017
- Coppa di Lega sudafricana: 1

Bidvest Wits: 2017